# Antonín Kotěra
Antonín Kotěra (20. února 1844 Heřmanův Městec – 2. srpna 1909 Královské Vinohrady) byl český středoškolský profesor, zakladatel a ředitel obchodních škol v Ústí nad Labem a Plzni, autor článků a učebnic v oboru zeměpisu a účetnictví, otec architekta Jana Kotěry.

## Život
Narodil se 20. února 1844 v Heřmanově Městci. Studoval na reálce v Kutné Hoře a na pražské polytechnice. Poté se věnoval učitelskému povolání – nejprve jako suplent na německé reálce v Brně a učitel obchodní školy.
Roku 1877 založil německou obchodní školu v Ústí nad Labem. O devět let později založil a 20. září 1886 slavnostně otevřel první českou obchodní školu v Plzni. V jejím čele stál do 1. května 1907, kdy na vlastní žádost odešel do důchodu; poté však ještě pracoval jako školní inspektor.
Byl rovněž přísežným znalcem v oboru účetnictví.
Zemřel 2. srpna 1909 na Král. Vinohradech a pohřben byl na Vinohradském hřbitově.

### Rodinný život
Byl ženat s Marií, rozenou Voglovou (1848–1918). Zanechal po sobě dva syny: Jan Kotěra se již za otcova života proslavil jako architekt, Jaroslav Kotěra (1873–1933) pracoval jako tajemník na ministerstvu železnic.

## Dílo
Byl autorem učebnic a odborných článků, např.:
- Zeměpis ku potřebě občanských, dívčích a nižších středních škol (1871)